# Бычков, Николай Петрович
Николай Петрович Бычков (1910 — 26 июня 1988) — советский учёный, зоотехник, участник выведения курганской породы крупного рогатого скота.
Родился в Рязанской губернии. Мать Александра Андреевна Бычкова (1885-1956).
Окончил зоотехнический факультет Московской сельскохозяйственной академии имени К. А. Тимирязева. Ученик Е. Ф. Лискуна.
С 1940-х годов до 1951 года старший научный сотрудник Всесоюзного научно-исследовательского института животноводства. По линии института курировал создание курганской породы крупного рогатого скота.
С 1951 по 1980 год — доцент кафедры молочного и мясного скотоводства Московской сельскохозяйственной академии имени К. А. Тимирязева.
В 1959 году на большом стаде чёрно-пёстрых коров совхоза «Горки II» (Московская область) установил следующую зависимость между их живым весом и удоем: коровы весом 450—500 кг дали средний удой 5223 кг молока, весом от 500 до 600 кг — 5721 кг, и у коров от 600 до 700 кг средний удой составил 6018 кг. То есть по мере увеличения живой массы коров абсолютные надои растут, а относительные — в расчёте на 100 кг веса — снижаются. Эти расчёты в дальнейшем использовались многими учёными в области селекции.
Установил зависимость продуктивности коров от формы вымени (1960).
Кандидат сельскохозяйственных наук, заслуженный зоотехник РСФСР. Автор более 70 научных работ. Награждён орденом «Знак Почёта», медалями.
С 1980 года персональный пенсионер республиканского значения.
Николай Петрович Бычков умер 26 июня 1988 года, похоронен на Новодевичьем кладбище, ряд 43а.